# Helena Ekholm
Hanna Helena Ekholm geboren als  Jonsson (Helgum, 6 september 1984) was een Zweedse biatlete. Ze behaalde tijdens haar carrière in totaal 13 wereldbeker overwinningen, waarvan 2 tijdens wereldkampioenschappen.
Ze behaalde haar eerste individuele overwinning in de laatste wereldbekerwedstrijd van het seizoen 2006/2007 toen ze de beste was in de massastartwedstrijd in Chanty-Mansijsk. In dat seizoen werd ze ook wereldkampioen met de Zweedse ploeg in de gemengde estafette bij de wereldkampioenschappen van 2007.
In het seizoen seizoen 2008/2009 was Helena Ekholm erg succesvol. Ze won dat seizoen in totaal 4 wereldbeker wedstrijden en won aan het eind van het seizoen de wereldbeker. Tevens behaalde ze bij de Wereldkampioenschappen biatlon in 2009 in Pyeongchang de gouden medaille bij de 10 km achtervolging. Aan het begin van het seizoen 2009/2010 zette ze deze lijn voort door opnieuw 4 wereldbekerwedstrijden te winnen. Ze kon haar goede vorm echter niet vasthouden en moest de eindoverwinning in de wereldbeker uiteindelijk afstaan aan Magdalena Neuner. Ze bereikte nog wel de 3e plaats in de wereldbeker. In 2010 name ze deel aan de Olympische Spelen in Vancouver. Dit liep uit op een teleurstelling. Haar beste resultaat was een 5e plaats bij de estafette.
In het seizoen seizoen 2010/2011 boekte Helena 4 individuele wereldbeker overwinningen. Tevens won ze tijdens het WK Biatlon in Chanty-Mansiejsk de gouden medaille op de 15 km individueel. Ze bereikte opnieuw de 3e plaats in de wereldbeker.
Na het seizoen seizoen 2011/2012 stopte Helena Ekholm met de biatlon sport.
Sinds 17 juli 2010 is ze getrouwd met de voormalige collega-biatleet David Ekholm. In verband daarmee veranderde haar naam van Jonsson in Ekholm. Samen hebben ze een dochter, Moa, die werd geboren in 2013. Ze heeft twee zussen en een broer, Jenny Jonsson, Malin Jonsson en Mattias Jonsson, die ook actief zijnals biatleet.

## Belangrijkste resultaten

### Wereldkampioenschappen junioren
| Jaar | Plaats          | Resultaten                                                                                |
| ---- | --------------- | ----------------------------------------------------------------------------------------- |
| 2003 | Kościelisko     | 10e 10 km individueel 13e 6 km sprint 17e 7,5 km achtervolging 11e 3 x 6 km estafette     |
| 2004 | Haute Maurienne | 26e 12,5 km individueel 25e 7,5 km sprint 23ste 10 km achtervolging 9e 3 x 6 km estafette |
| 2005 | Kontiolahti     | 10e 12,5 km individueel 9e 7,5 km sprint 10e 10 km achtervolging 5e 3 x 6 km estafette    |

### Olympische Spelen
| Jaar | Plaats    | Resultaten                                                                                                 |
| ---- | --------- | --- |
| 2010 | Vancouver | 49e 15 km individueel 12e 7,5 km sprint 14e 10 km achtervolging 10e 12,5 km massastart 5e 4x6 km estafette |

### Wereldkampioenschappen
| Jaar | Plaats      | Resultaten |
| ---- | ----------- | --- |
| 2006 | Pokljuka    | 6e gemengde estafette |
| 2007 | Antholz     | 18e 15 km individueel · 4e 7,5 km sprint · 15e 10 km achtervolging · 8e 12,5 km massastart · gemengde estafette                 |
| 2008 | Östersund   | 11e 15 km individueel 24e 7,5 km sprint 15e 10 km achtervolging 5e 12,5 km massastart 8e 4x6 km estafette 4e gemengde estafette |
| 2009 | Pyeongchang | 8e 15 km individueel · 5e 7,5 km sprint · 10 km achtervolging · 12,5 km massastart · 5e 4x6 km estafette                        |

### Wereldbeker
Eindklasseringen
| Seizoen   | Algemeen | Individueel | Sprint | Achtervolging | Massastart |
| --------- | -------- | ----------- | ------ | ------------- | ---------- |
| 2005/2006 | 42e      |             |        |               |            |
| 2006/2007 | 17e      |             |        |               |            |
| 2007/2008 | 9e       |             |        |               |            |
| 2008/2009 | Goud     |             |        |               |            |
| 2009/2010 | Brons    |             |        |               |            |